# Clinopodium amissum
Clinopodium amissum là một loài thực vật có hoa trong họ Hoa môi. Loài này được (Epling & Játiva) Harley mô tả khoa học đầu tiên năm 2000.